# Stand My Ground
Stand My Ground er den femte single i alt fra det hollandske band Within Temptation. Det er den første single fra deres album The Silent Force. Singlen blev et top 10 hit i 3 lande, og yderligere et top 40 hit i 4 lande. Der er udgivet flere versioner af den som mange af deres andre singler, der er udgivet en DVD special af denne single med musikvideoer. Samt en EP.

## Spor
2 track versionen
1. "Stand My Ground" (radio version)
2. "Overcome (non album version)

Special DVD plus udgaven
1. Stand My Ground
2. Overcome
3. Forsaken
4. Stand My Ground

DVD siden
1. Video Stand My Ground
2. Making of Stand My Ground
3. Studio Impressions
4. On Tour
5. Photo Gallery

Limited 5 track EP
1. Stand My Ground
2. Overcome
3. It's The Fear
4. Towards the End
5. The Swan Song

2 track (jewelcase)
1. Stand My Ground – Single Version
2. Stand My Ground – Album Version

## Hitlister
| Hitliste (2004–2005)              | Højeste placering |
| --------------------------------- | ----------------- |
| Østrig (Ö3 Austria Top 40)        | 25                |
| Belgien (Ultratop 50 Flanderen)   | 9                 |
| Belgien (Ultratip Wallonien)      | 5                 |
| Finland (Suomen virallinen lista) | 9                 |
| Tyskland (Official German Charts) | 13                |
| Holland (Dutch Top 40)            | 4                 |
| Netherlands (Mega Top 50)         | 5                 |
| Holland (Single Top 100)          | 5                 |
| Norge (VG-lista)                  | 20                |
| Spain (Los 40 Principales)        | 1                 |
| Sverige (Sverigetopplistan)       | 21                |
| Schweiz (Schweizer Hitparade)     | 67                |

| Hitlister (2004)            | Placering |
| --------------------------- | --------- |
| Belgium (Ultratop Flanders) | 89        |
| Netherlands (Dutch Top 40)  | 79        |